# Bühlertal

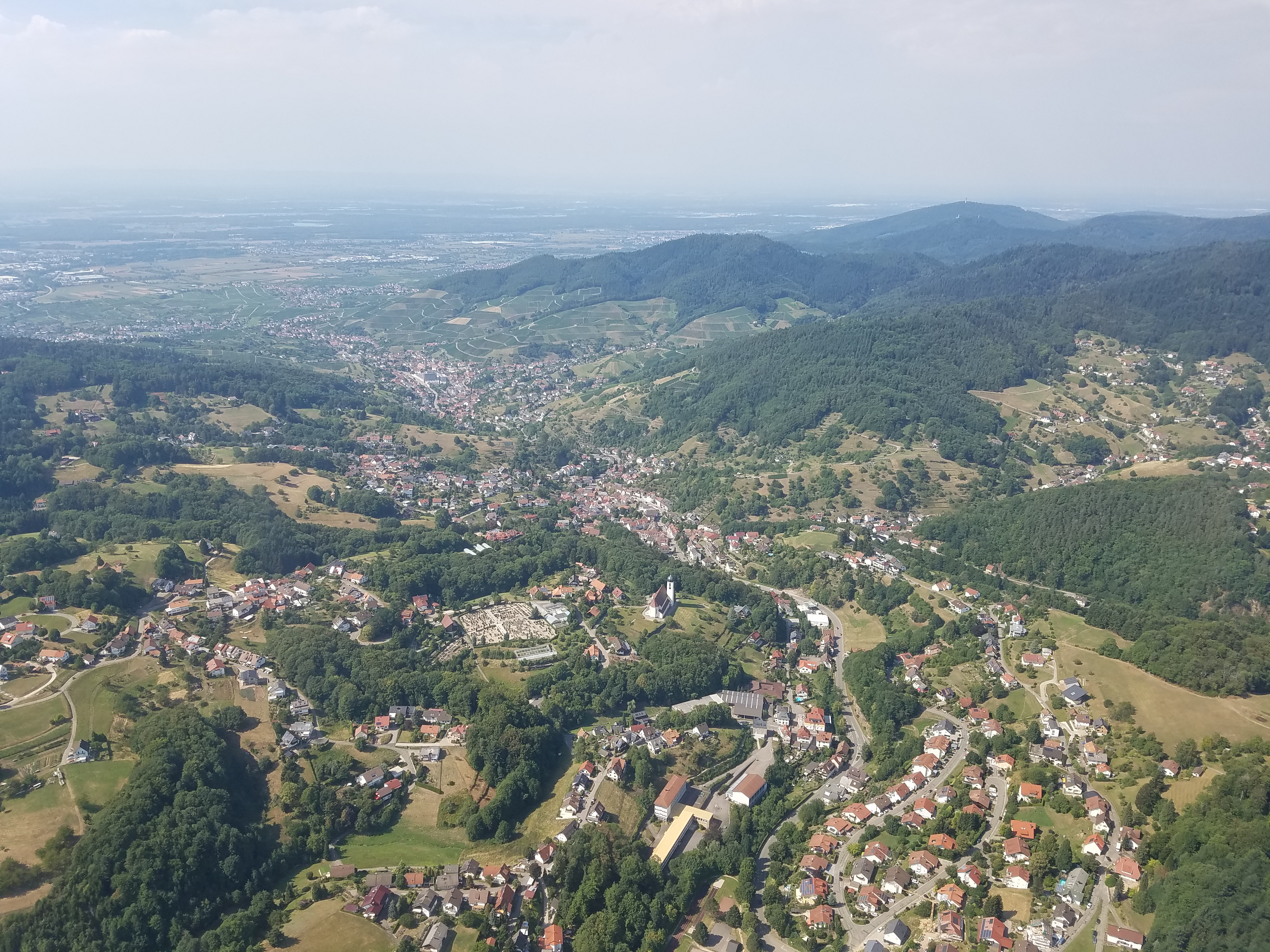
Luftaufnahme von Bühlertal mit Blick in die Oberrheinische Tiefebene

Blick vom Sickenwalder Horn auf Bühlertal

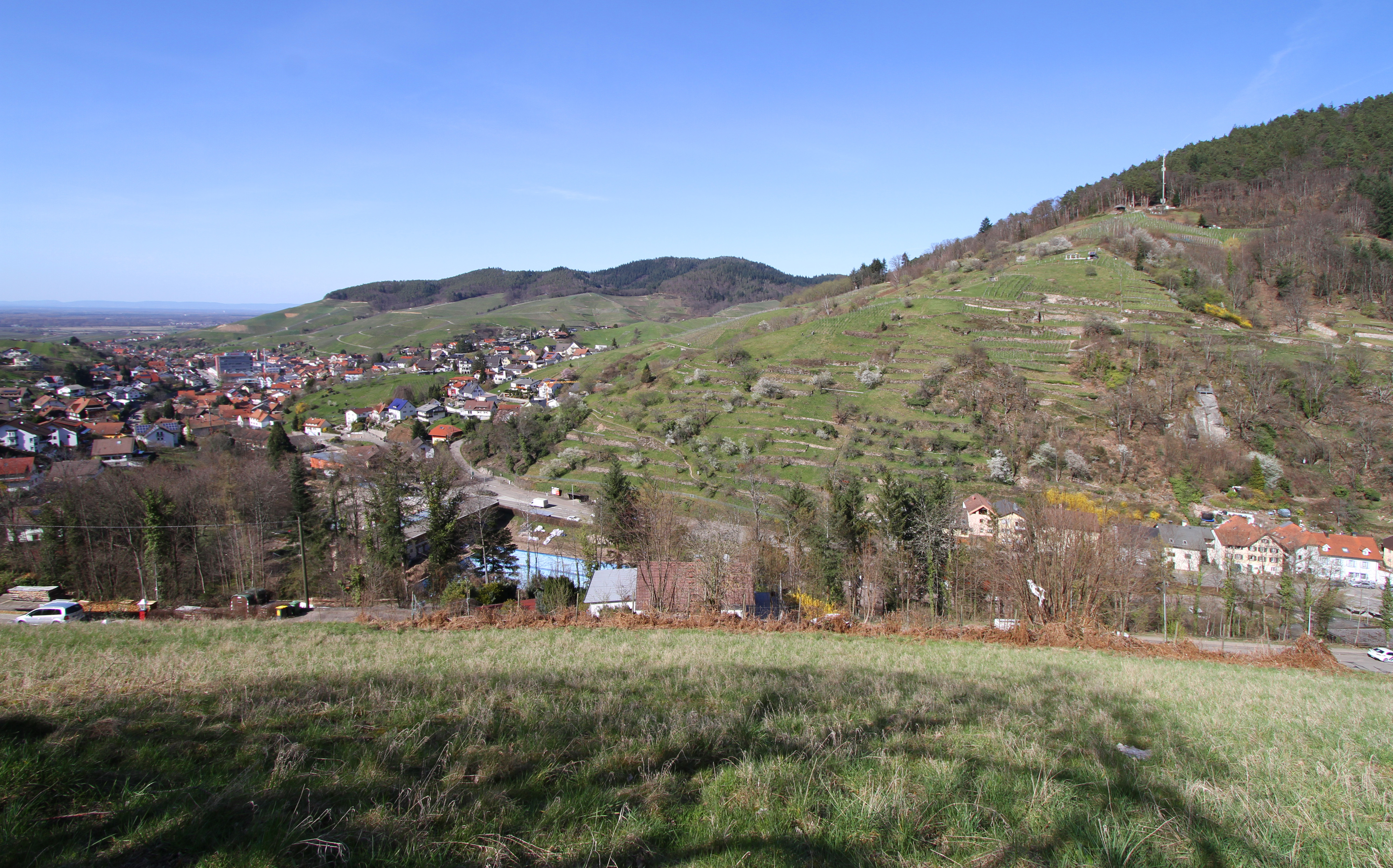
Blick vom Kriegerdenkmal auf Engelsfelsen

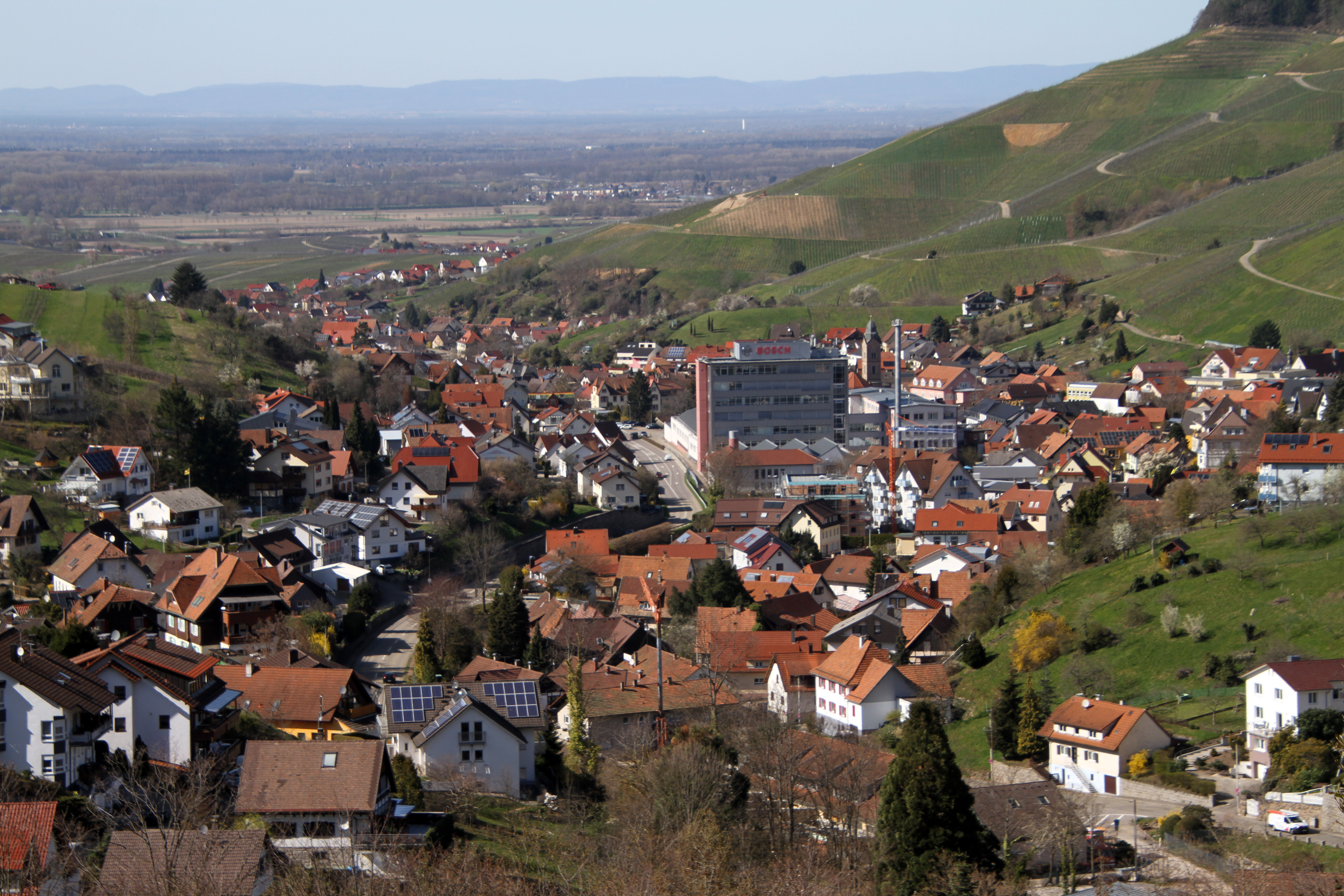
Untertal mit Bosch-Gebäude, Kirche St. Michael, Weinanbaugebiete Grenisberg (nah) und Sternenberg (fern)

Der staatlich anerkannte Luftkurort Bühlertal ist eine Gemeinde in Baden-Württemberg und gehört zum Landkreis Rastatt.

## Geografie

### Geografische Lage
Bühlertal liegt im nördlichen Schwarzwald. Es erstreckt sich mit einer Fläche von 17,67 Quadratkilometer über das Tal des Bühlot-Baches und seine Nebentäler am Westhang des Nordschwarzwalds im Übergang zur Oberrheinischen Tiefebene in 127 bis 1035 Meter Höhe über dem Meeresspiegel. Der Bühlot-Bach wird weiter bachabwärts hinter der Nachbarstadt Bühl „Sandbach“ genannt.

### Gemeindegliederung
Zur Gemeinde Bühlertal gehören das Dorf Obertal, die Siedlungen Altenberg, Denni (mit Obertal zusammengewachsen), Boosweg (mit Obertal zusammengewachsen), Längenberg, die Weiler Buchkopf, Büchelbach (mit Butschenberg zusammengewachsen), Laube (mit Unter- und Obertal baulich verbunden), Liehenbach (mit Untertal baulich verbunden), Schafhof, Schönbüch (mit Obertal und Buchkopf baulich verbunden), Schwarzwasen, Seßgaß, Steckenhalt, Untertal, Wintereck und Wolfsbrunnen, die Zinken Eichwald, Freihöfen, Haaberg, Hatzenwörth, Hirschbach, Hof, Hungerberg, Klotzberg, Lachmatt, Matthäuser Schmelz und Sickenwald, das Gehöft Butschenberg und Häuser Gertelbach, Grasiweg, Holzmatt, Immenstein, Kohlbergwiese, Mittelberg, Oberer Plättig, Wiedenfelsen und Wolfshügel. Aufgegangen ist die 1492 erwähnte Ortschaft Mistgraben.

## Geschichte
Bühlertal wird erstmals 1301 urkundlich erwähnt. Es gehörte zum Herrschaftsgebiet der Grafen von Eberstein. Nachdem die Markgrafen von Baden bereits seit 1536 im Ort begütert waren, fiel Bühlertal 1688 ganz an Baden. Dort gehörte es zum Bezirksamt Bühl, aus dem später der Landkreis Bühl wurde. Als dieser 1973 aufgelöst wurde, kam der Ort zum Landkreis Rastatt.

## Religionen
Neben den römisch-katholischen Pfarrkirchen St. Michael im Untertal und Liebfrauen im Obertal gibt es die evangelische Christuskirche in der Gemeinde.

## Politik

### Gemeinderat
Der Gemeinderat hat 18 ehrenamtliche Mitglieder, die für fünf Jahre gewählt werden. Hinzu kommt der Bürgermeister als stimmberechtigter Gemeinderatsvorsitzender.
Die Kommunalwahl 2024 führte zu folgendem Ergebnis (in Klammern: Unterschied zu 2019):
| Gemeinderat 2024                               | Gemeinderat 2024 | Gemeinderat 2024 | Gemeinderat 2024 | Gemeinderat 2024 |
| Partei / Liste                                 | Stimmenanteil    | Sitze            |                  |                  |
| ---------------------------------------------- | ---------------- | ---------------- | ---------------- | ---------------- |
| Freie Bürgervereinigung (FBV)                  | 34,4 % (−9,0)    | 6 (−2)           |                  |                  |
| CDU                                            | 34,1 % (+3,0)    | 6 (±0)           |                  |                  |
| SPD                                            | 23,4 % (−2,0)    | 4 (±0)           |                  |                  |
| Wählervereinigung Schwarzwald-Heimat Bühlertal | 8,0 % (+8,0)     | 2 (+2)           |                  |                  |
| Wahlbeteiligung: 62,2 % (+0,3)                 |                  |                  |                  |                  |

### Bürgermeister
| - 1832–1848: Georg Ziegler - 1848–1863: Martin Strahl - 1863–1869: Franz Müller - 1869–1871: Franz Fritz - 1871–1877: Konrad Kern - 1877–1880: Franz Xaver Fritz - 1880–1904: Reinhard Geiser - 1904–1916: Reinhard Kern - 1916–1919: Adolf Irth - 1919–1921: Albert Bäuerle | - 1922–1931: Ernst Booz - 1931–1945: Karl Fauth - April 1945–August 1945: Alois Mildenberger - September 1945–1964: Karl Braxmaier - 1964–1992: Benno Huber - 1992–2005: Jürgen Bäuerle, CDU - 2005–2008: Michael Stockenberger - 2008–2024: Hans-Peter Braun - seit 2024: Urs Kramer |

Der ehemalige Bürgermeister der Gemeinde Bühlertal, Jürgen Bäuerle, wurde zum Landrat des Landkreises Rastatt gewählt. Dies erforderte Neuwahlen, aus denen im zweiten Wahlgang 2005 Michael Stockenberger, der ehemalige Ortsvorsteher der Reblandgemeinden um Baden-Baden, als Sieger hervorging. 2007 wurde er wegen des Verdachts der Verbreitung von Kinderpornographie vorläufig suspendiert. Stockenberger bestritt den Vorwurf, trat aber 2008 vom Amt des Bürgermeisters zurück. Bürgermeister war vom 1. September 2008 bis zum 31. August 2024 Hans-Peter Braun, er wurde 2016 wiedergewählt. Bei der Bürgermeisterwahl 2024 trat er nicht erneut an. Am 30. Juni 2024 wurde Urs Kramer mit 84,3 Prozent der Stimmen zum Bürgermeister gewählt. Er trat das Amt am 1. September 2024 an.

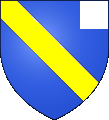
Wappen der Herren von Windeck (Ortenau)

### Wappen
Blasonierung: In Blau ein goldener (gelber) Schrägbalken, überdeckt mit einem silbernen (weißen) Herzschild, worin der schwarze lateinische Großbuchstabe B, links oben ein silbernes (weißes) Lichteck. Das Generallandesarchiv Karlsruhe hatte dieses Wappen als Modifizierung des Wappens der Herren von Windeck 1895 vorgeschlagen, die Modifizierung bestand in einem Herzschild mit dem Buchstaben B für Bühlertal.

### Partnerschaften
Mit dem französischen Faverges ist Bühlertal seit 1990 partnerschaftlich verbunden.
Es finden regelmäßige Ausflüge von Bühlertäler Vereinen und Schulklassen nach Faverges statt.

## Kultur und Sehenswürdigkeiten

### Museen
Das Museum Geiserschmiede wurde mit großem ehrenamtlichem Engagement in einer ehemaligen Hammerschmiede eingerichtet. Neben der Ortsgeschichte wird das traditionelle Handwerk des Schmieds in Ausstellung, Vorführung und interaktiven Medien erläutert. Es wurde 2002 vom Arbeitskreis Heimatpflege im Regierungsbezirk Karlsruhe e.V. als Vorbildliches Heimatmuseum ausgezeichnet.

### Sport
Aus dem Bühlertäler Karate & Judo Verein Budo Kai kommt die vierfache Karate-Weltmeisterin Britt Grossmann geb. Weingand.
Die englische Fußballnationalmannschaft trainierte während der Fußball-Weltmeisterschaft 2006 im Bühlertäler Mittelbergstadion und gastierte zu dieser Zeit ganz in der Nähe, im Schlosshotel Bühlerhöhe.
Der Ortsteil Bühlertal-Hundseck ist jährlich im Juli Startort des Hornisgrinde-Marathons, der seit 1973 durchgeführt wird und eine der ältesten Marathonveranstaltungen in Deutschland ist.
Der Internationale Hundseck-Berglauf, bei dem auf einer Strecke von 9,5 km eine Höhendifferenz von 776 m zu bewältigen ist, wird im Mai eines jeden Jahres ausgetragen und findet seit 1977 ununterbrochen statt. Er ist damit einer der ältesten Bergläufe Deutschlands.
2012 war Bühlertal Austragungsort der 12. Senioren-Weltmeisterschaft im Berglauf.
In Bühlertal gibt es den ältesten Hornschlittenclub Europas. Er wurde 1938 gegründet. Seither führt er Hornschlitten-Rennen durch. Wegen Schneemangels konnten seit 2010 die Rennen leider nicht mehr jeden Winter stattfinden. Der Verein pflegt jedoch das Brauchtum z. B. durch die Beteiligung der Vereinsmitgliedern in der lokalen Tracht bei regionalen Festen und Umzügen.

### Vereine
Es gibt über 50 Vereine, die Kultur, Musik, Sport, Fastnacht, Brauchtum und soziales Engagement pflegen.

### Regelmäßige Veranstaltungen
In Bühlertal werden das ganze Jahr über viele Feste gefeiert. Weit über die Grenzen der Gemeinde bekannt sind das „Bühlotelfeschd“ und die Heckenfeste, welche vom Musikverein Bühlertal und dem Verkehrsverein veranstaltet werden. Zahlreiche Fastnachtsvereine laden auf unterschiedlichsten Veranstaltungen zum Feiern ein, nicht nur während der Fastnachtszeit.
Am 3. Oktober lädt der Ort im Rahmen und zum Abschluss der fast vierwöchigen „Weinwochen“ zum Wandertag mit Einkehr, Verkostung und kulinarischen Themen.

## Wirtschaft und Infrastruktur

### Verkehr

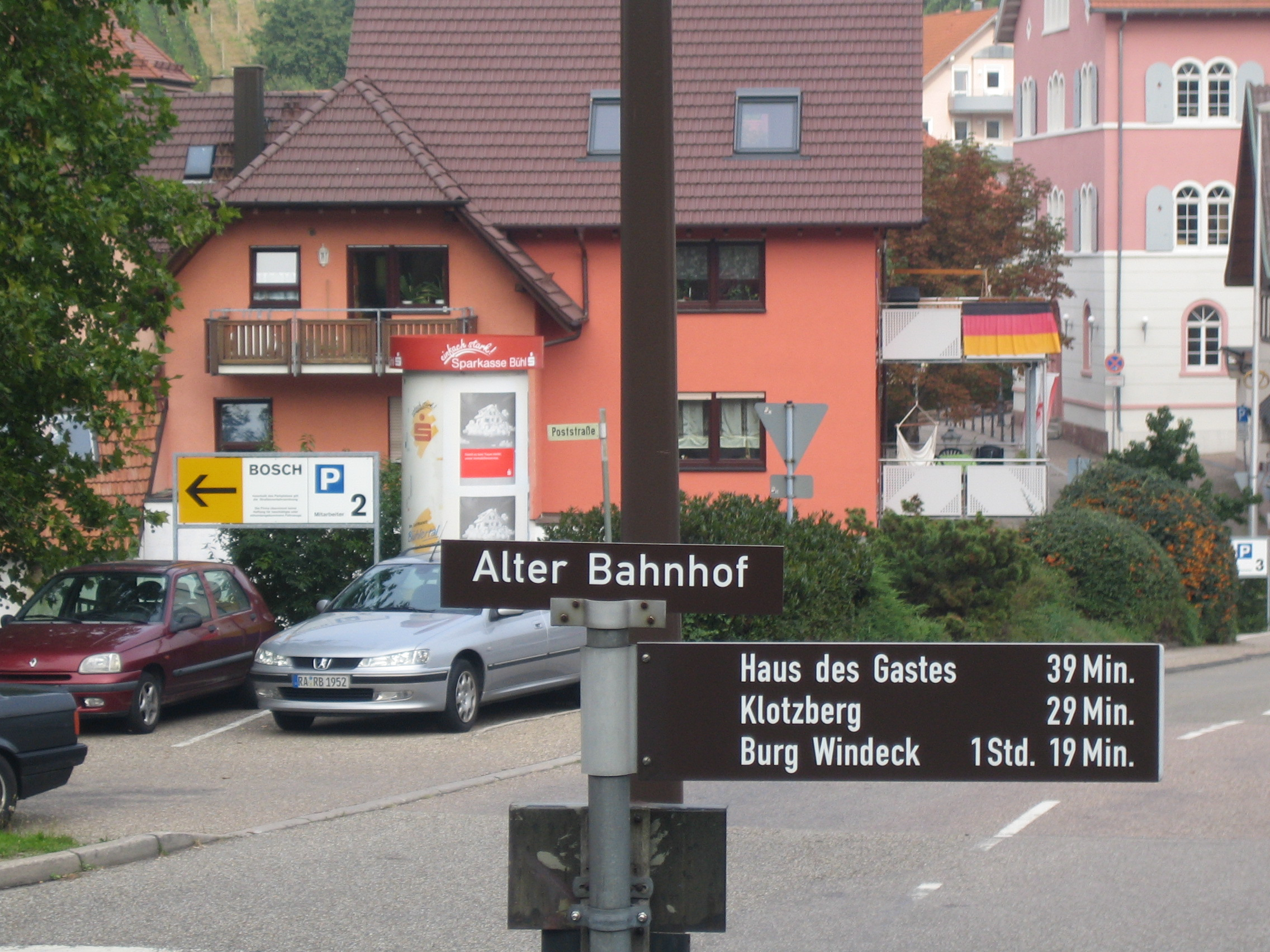
Hier war früher der Bahnhof Bühlertal-Untertal.

Bühlertal ist durch den Autobahnzubringer, der sich zum großen Teil auf der früheren Trasse der stillgelegten und zurückgebauten Bühlertalbahn befindet, an die Rheintal-Autobahn A 5 und an die Bundesstraße 3 angebunden. Ganz Bühlertal ist mit Ausnahme der Landesstraße L83 und der Liehenbachstraße eine flächendeckende Tempo-30-Zone.

### Wirtschaft
Die Gewerbe der Gemeinde waren vor dem Zweiten Weltkrieg fast ausschließlich auf Land- und Forstwirtschaft ausgerichtet. Heute gibt es nur noch wenige landwirtschaftliche Haupterwerbsbetriebe. Die meisten Landwirte arbeiten hauptberuflich in den Industrie- und Gewerbebetrieben der Region und bearbeiten ihre Flächen in ihrer Freizeit. Der Obstanbau wird nach wie vor intensiv gepflegt. Die vorwiegend angebauten Obstarten sind Zwetschgen, Pflaumen, Kirschen, Erdbeeren sowie Äpfel und Birnen, Die in unter anderem in Bühlertal angebaute „Bühler Frühzwetschge“ ist überregional bekannt. Für die Landwirtschaft von Bühlertal von größerer Bedeutung ist jedoch der Weinbau (mehr dazu im Unterkapitel „Weinbau“ weiter unten).
Die ersten Industriebetriebe, die sich im Bühlertal niederließen, waren Sägewerke (z. B. die Firmen von Konrad Kern, Joseph Baumann und Karl Grethel), die das Holz des Schwarzwalds verarbeiteten. Im Laufe der Zeit waren es bis zu acht Stück. Das von ihnen verarbeitete Holz wurde mit Hilfe der von 1896 bis 1959 betriebenen Bühlertalbahn in Richtung Bühl abtransportiert. Die Sägerwerke sind heute alle nicht mehr in Betrieb. Auf den Flächen der drei größten ehemaligen Sägemühlen befinden sich heute das 1983 eröffnete Veranstaltungsgebäude „Haus des Gastes“ (ehemals „oberes Sägewerk“ Kern), das Freibad (ehemals „unteres“ Sägewerk Kern), sowie ein großer Lebensmittelmarkt im Untertal (ehemals Sägewerk Baumann).
Hinzu kamen zahlreiche Mühlen entlang der Bühlot, die heute alle nicht mehr existieren. Das Wasser der Bühlot trieb auch einige Hammerschmieden an (z. B. die Geiserschmiede), die das Eisen einer lokalen „Eisenschmelz“ verarbeiteten. Ferner gab es von 1906 bis in die 1950er Jahre eine Zigarrenfabrik (Firma August Schweitzer), die Tabak verarbeitete, der im benachbarten Oberrheintal kultiviert wurde.
Der größte Arbeitgeber am Ort entwickelte sich aus der ehemaligen Engelsmühle, welche 1938 vom verstorbenen Ehrenbürger Bühlertals Otto Mühlschlegel erworben wurde. Er baute unter dem Firmennamen Autotechnische Vertriebs- und Organisationsgesellschaft, AVOG ein feinmechanisches Werk auf, das seit 1964 zur Robert Bosch GmbH gehört. Am Bosch-Standort Bühlertal befindet sich heute die Leitung des Geschäftsbereiches Electrical Drives (elektrische Antriebe) einschließlich Entwicklung. Neben der Bosch GmbH und kleineren Handwerksbetrieben ist die Gemeinde heute vom Tourismus geprägt. Förderlich für den Ausbau des Tourismus waren in den letzten Jahren die Gründung des Naturpark Schwarzwald Mitte/Nord im Jahr 2000 und die Errichtung des Nationalpark Schwarzwald im Jahr 2014. Im Naturpark-Info-Shop im „Haus des Gastes“ kann man sich über Wandermöglichkeiten in Naturpark und Nationalpark informieren.

### Weinbau
In Bühlertal werden besonders Rebsorten zur Herstellung von Spätburgunder (bzw. Pinot Noir), Riesling, Müller-Thurgau und Traminer angebaut. Seit den 1920er Jahren waren die meisten Bühlertäler Winzer in der Winzergenossenschaft Bühlertal und ab 1970 in der Winzergenossenschaft Neuerweier-Bühlertal organisiert. Diese fusionierte im Jahr 2012 mit der damaligen Winzergenossenschaft Varnhalt. Die neue Genossenschaft nennt sich Affentaler Winzer eG. Sie vertreibt die Weine über das Baden-Badener Weinhaus am Mauerberg.
Von großer Bedeutung für den Weinbau sind die Anbauflächen Grenisberg und Sternenberg. In den Jahren 1970–1973 wurde der Grenisberg, der sich von der Seßgasse längs des Liehenbachs bis zur Wintereck hinzieht, einer Flurbereinigung (in Bühlertal „Umlegung“ genannt) unterzogen. Aus diesem Grund gibt es hier eine nahezu einheitliche Rebfläche, die sich über die Bergflanken erstreckt. Diese ist von zahlreichen geteerten Wegen durchzogen, die nur Landwirten und Spaziergängern zugänglichen sind. Ähnlich verhält es sich mit den Rebflächen im Bereich des Sternenberges, die sich Bühlertal mit dem benachbarten Altschweier (Stadtteil der Stadt Bühl) teilt. Hier war in den Jahren 1974 bis 1980 ebenfalls eine Flurbereinigung durchgeführt worden.
Mit der Weinanbaulage Engelsfelsen (gegenüber dem Freibad) besitzt der Ort eine Einzellage im Weinbau mit einer Neigung von bis zu 75° und gilt damit als steilste Weinlage Europas.
Vergleicht man die flurbereinigten Weinanbauflächen Grenisberg und Sternenberg mit der traditionellen Weinbaufläche Engelsfelsen so erkennt man deutlich die Auswirkungen der Flurbereinigungen. Bei den Flurbereinigungen wurden nicht nur Grundstücke zusammengelegt, sondern Berghänge wurden mit Hilfe von Planierraupen neu modelliert. Zuvor vorhandene Terrassierungs-Mauern (Terrasse (Geländeform)) wurden beseitigt und geteerte Wege wurden in regelmäßigen Abständen in die Hänge eingezogen. Damit wurde ermöglicht, dass die Rebflächen besser mit Maschinen z. B. zum Mähen von Unkraut, zur Ausbringung von Mineraldünger und Pflanzenschutzmitteln sowie zur Ernte zu erreichen sind. Damit konnten die Rebflächen wirtschaftlicher bearbeitet werden und haben auf diese Weise den Weinbauern ihr Überleben gesichert. Aber erwähnt werden muss auch, dass man durch die Flurbereinigungen Monokulturen geschaffen hat. Damit einher ging der massive Verlust an Biodiversität durch Rodung von Bäumen und Hecken, Beseitigung von Ackerrandstreifen zwischen Rebgrundstücken sowie der Kanalisierung von ehemals vorhandenen Bächen.

### Bildung
Neben der Franziska-Höll-Schule, einer Grund- und Realschule, besteht mit der Dr.-Josef-Schofer-Schule noch eine Grund- und Hauptschule in Bühlertal. Außerdem gibt es die Kindertagesstätten St. Marien im Obertal und St. Michael im Untertal.

## Persönlichkeiten

### Ehrenbürger
- Otto Mühlschlegel (1898–1995), ernannt 1969, Unternehmer und Inhaber der AVOG

### Söhne und Töchter der Gemeinde
- Jürgen Bäuerle (* 1954), Landrat des Landkreises Rastatt
- Charly Doll (* 1954), Laufsportler, Koch und Autor
- Albert Geiger (1866–1915), Schriftsteller
- Schwester Alexia, bürgerlicher Name Franziska Höll (1838–1918), Klostergründerin
- Stephan Kern (1860–1915), Kunstmaler, Meisterschüler von Ferdinand Keller
- Andreas Schenk (* 1982), Schachspieler
- Josef Schofer (1866–1930), katholischer Pfarrer, Zentrumspolitiker (1905–1930 Mitglied des Badischen Landtags und ab 1919 Vorsitzender des Badischen Zentrums), Schriftsteller (veröffentlichte auch unter dem Pseudonym Dr. E. Geradaus)[23]
- Jutta Schwoche (* 1955), Leichtathletin